# Реслманія XL
WrestleMania XL (укр. Реслманія XL або Реслманія 40) — 40-е щорічне PPV та стрімінгове шоу професійного реслінгу WrestleMania, що було проведено промоушеном WWE. У 40-ій Реслманії брали участь реслери двох основних брендів WWE: Raw та SmackDown. Захід відбувся протягом двох ночей 6 та 7 квітня 2024 року на стадіоні Лінкольн Файненшл філд у Філадельфії, штат Пенсильванія. Це була друга Реслманія, яка відбулася у Філадельфії та штаті Пенсильванія, після 15-ої у 1999 році.
Загалом кард шоу складався з 14-ти поєдинків, по сім у кожну ніч. У головній події першої ночі представники «Родоводу» Скеля і Роман Рейнс перемогли Коді Роудса і тодішнього чемпіона світу у важкій вазі Сета «Фрікін» Ролінса в командному матчі. Це перетворило головний двобій 2-ої ночі між Романом та Коді (за Беззаперечне Всесвітнє чемпіонство WWE) у матч за «правилами Родоводу». В інших знакових матчах Семі Зейн переміг Гюнтера і завоював Інтерконтинентальне чемпіонство, завершивши рейн останнього на позначці у 666 днів, а в матчі-відкритті Рія Ріплі перемогла Беккі Лінч, зберігши за собою титул чемпіонки світу.
У головному поєдинку 2-ої ночі, Коді Роудс переміг Романа Рейнса у матчі «за правилами Родоводу» та завоював Беззаперечне Всесвітнє чемпіонство WWE з бренду SmackDown, завершивши чемпіонський рейн опонента на позначці у 1316 днів. В інших примітних матчах Бейлі перемогла Ійо Скай і завоювала титул чемпіонки WWE (бренд SmackDown), а в першому поєдинку дня Дрю МакІнтайр переміг Сета «Фрікін» Ролінса і завоював титул чемпіона світу у важкій вазі (бренд RAW). Після тріумфу Дрю Деміан Пріст використав свій контракт «Money in the Bank», перемігши МакІнтайра і завоювавши даний титул чемпіона. Також, в другу ніч шоу, Логан Пол переміг Ренді Ортона та Кевіна Оуенса в тристоронньому матчі, й зберіг за собою чемпіонство Сполучених Штатів від бренду SmackDown.
Це була перша Реслманія, проведена після злиття WWE з Ultimate Fighting Championship (UFC) — дочірньою компанією Endeavor у вересні 2023 року під прапором TKO Group Holdings. Це була перша Реслманія під прапором TKO і перша, яка не перебувала під прямим контролем сім'ї Макмен. Це також була остання Реслманія, яка транслювалася наживо на окремому каналі WWE Network, адже з 2025 року контент WWE перейде до Netflix.
Захід отримав дуже позитивні відгуки, а друга ніч була особливо відзначена критиками. Похвалу отримали титульні поєдинки за чемпіонство світу серед жінок, командне чемпіонство, інтерконтинентальний титул, чемпіонство світу у важкій вазі (включно з кеш-іном Пріста), чемпіонство США, чемпіонство WWE серед жінок та беззаперечне всесвітнє чемпіонство WWE, причому останній двобій отримав повсюдне визнання за сюжетну лінію та задовільне завершення.

## Матчі
| №                                                    | Результати | Умови | Час   |
| ---------------------------------------------------- | --- | --- | ----- |
| 1                                                    | Рія Ріплі (c) перемогла Беккі Лінч утриманням опонентки. | Одиночний матч за Чемпіонство світу серед жінок | 17:05 |
| 2                                                    | A-Town Down Under (Остін Тіорі та Грейсон Воллер) і The Awesome Truth (Міз та Ар-Труф) перемогли Судний День (Фінн Балор й Деміан Пріст) (с), Нью Кетч Репаблік (Піт Данн та Тайлер Бейт), #DIY (Джонні Гаргано й Томмазо Чампа) й Новий День (Кофі Кінгстон й Ксав'є Вудс) знявши відповідні комплекти поясів і ставши командними чемпіонами SmackDown і RAW відповідно. | Шестисторонній командний матч з драбинами за Беззаперечне командне чемпіонство WWE (RAW та SmackDown) Обидва комплекти чемпіонських поясів треба було зняти окремо, тож допускалось розділення чемпіонства                                                | 17:25 |
| 3                                                    | Рей Містеріо і Андраде (з Карліто, Крузом Дель Торо, Хоакіном Уайльдом та Зеліною Вегою) перемогли Сантоса Ескобара й «Брудного» Домініка Містеріо (з Анхелем, Берто й Електрою Лопез) утриманням опонента. | Командний матч | 11:05 |
| 4                                                    | Джей Усо переміг Джиммі Усо утриманням опонента. | Одиночний матч | 11:05 |
| 5                                                    | Джейд Каргілл, Б'янка Белер й Наомі перемогли Damage CTRL (Аска, Кайрі Сейн та Дакота Кай) утриманням опонентки. | Командний матч 3-на-3 | 8:05  |
| 6                                                    | Семі Зейн переміг Гюнтера (c) утриманням опонента. | Одиночний матч за Інтерконтинентальне чемпіонство WWE | 15:30 |
| 7                                                    | Родовід (Скеля й Роман Рейнс) (з Полом Гейманом) перемогли Коді Роудса та Сета «Фрікін» Ролінса утриманням опонента. | Командний матч В разі перемоги Скелі і Рейнса — титульний матч Коді і Романа (друга ніч Реслманії) пройде за «правилами Родоводу» В разі перемоги Роудса і Ролінса — членам Родоводу буде заборонено наближатись до рингу під час вище зазначеного двобою | 44:35 |
| \| (c) \| – чемпіон(-и) на момент старту поєдинку \| | | |       |
| (c)                                                  | – чемпіон(-и) на момент старту поєдинку | |       |

| №                                                    | Результати | Умови                                                                                           | Час   |
| ---------------------------------------------------- | --- | ----------------------------------------------------------------------------------------------- | ----- |
| 1                                                    | Дрю МакІнтайр переміг Сета «Фрікін» Ролінса (c) утриманням опонента. | Одиночний матч за Чемпіонство світу у важкій вазі                                               | 10:30 |
| 2                                                    | Деміан Пріст переміг Дрю МакІнтайра (c) утриманням опонента. | Одиночний матч за Чемпіонство світу у важкій вазі Пріст використав контракт "Money in the Bank" | 0:09  |
| 3                                                    | Прайд (Боббі Лешлі та Вулична Нажива (Монтез Форд й Анджело Доукінс)) (з Бі-Фаб) перемогли Останній Заповіт (Карріон Кросс та Автори Болю (Акам й Резар)) (зі Скарлетт й Полом Еллерінгом) утриманням опонента. | Командна вулична бійка 3-на-3 Спеціальний рефері - Бубба Рей Дадлі                              | 8:35  |
| 4                                                    | Ел Ей Найт переміг Ей Джея Стайлза утриманням опонента. | Одиночний матч                                                                                  | 12:25 |
| 5                                                    | Логан Пол (c) (з IShowSpeed) переміг Ренді Ортона й Кевіна Оуенса утриманням опонента. | Тристоронній матч за Чемпіонство Сполучених Штатів WWE                                          | 17:40 |
| 6                                                    | Бейлі перемогла Ійо Скай (c) утриманням опонентки. | Одиночний матч за Чемпіонство WWE серед жінок                                                   | 14:20 |
| 7                                                    | Коді Роудс переміг Романа Рейнса (c) (з Полом Гейманом) утриманням опонента. | Матч за «правилами Родоводу» за Беззаперечне Всесвітнє чемпіонство WWE                          | 33:25 |
| \| (c) \| – чемпіон(-и) на момент старту поєдинку \| | |                                                                                                 |       |
| (c)                                                  | – чемпіон(-и) на момент старту поєдинку |                                                                                                 |       |